# Lunar Park
Lunar Park är en skräckroman av den amerikanske författaren Bret Easton Ellis, utgiven 2006. Lunar Park skildrar en amerikansk fyrtioårig författare med drog- och alkoholproblem vid namn Bret Easton Ellis. Det är dock och ingen självbiografi utan en fiktiv bok, och den kan ses som författarens uppgörelse med sig själv och den offentliga mediebilden av honom. Boken finns även översatt till svenska.